# Turnê M.A.I.S.
Turnê M.A.I.S. (abreviação de Minas Ama Ivete Sangalo) foi a primeira turnê promocional da cantora Ivete Sangalo, trazendo o repertório do álbum Pode Entrar. A digressão passou apenas por cidades de Minas Gerais, sendo uma retribuição especial de Ivete à dedicação dos fãs mineiros, que organizaram toda logística para traze-la com o show.

## Desenvolvimento
"Conheço praticamente Minas Gerais inteira e sempre foi um povo que teve muito carinho por mim. Sinto falta de fazer uma turnê especial para os mineiros. Estou fazendo essa turnê como retribuição do amor que eles me dão."

— Ivete falando sobre a turnê.
A turnê foi idealizada por fãs de Ivete em parceria com a produtora DM Promoções de Minas Gerais, com intuito de chamar a atenção da cantora para o estado, expressando que o local teria uma grande valia em sua comemoração de 15 anos de carreira. O estado foi pouco visitado por Ivete em suas turnês anteriores, sendo uma das referências para a criação da turnê, que foi lançada sob o slogan " Abalar MAIS. Sacudir MAIS. Ivete é MAIS Minas Gerais". Um portal especial foi criado pelas empresas envolvidas na produção da turnê para divulgar os detalhes e promover os shows. Originalmente foram agendados cinco cidades apenas, porém, devido a demanda, outras quatro datas foram adicionadas posteriormente. Durante entrevista ao jornal O Tempo, antes da estreia, Ivete falou sobre a expectativa para os shows: "Estar em Minas é bom demais, estou com muita saudade. Esse carinho que só os mineiros sabem dar. Quando meus empresários falaram da turnê MAIS, eu topei na hora. E pode ter certeza de que eu amo mais Minas Gerais.
A turnê foi iniciada em 8 de maio no Estádio Dr. Ronaldo Junqueira, em Poços de Caldas, O último show aconteceu em 20 de novembro, no Mega Space, em Belo Horizonte. Ao todo, a turnê recebeu um público de quase 200 mil foliões pelas cidades mineiras, com uma estimativa de 20 mil pessoas por show. A cantora formou uma parceria com a empresa Skol para levar os blocos a Skol Folia e Bloco Mais para os locais dos shows. Durante o show em Alfenas, Ivete recebeu a participação especial do cantor Rogério Flausino, vocalista da banda Jota Quest.

## Recepção da crítica
O portal Terra Networks disse que Ivete "não deixou por menos" e que ela correspondeu as expectativas dos fãs mineiros. O jornal O Tempo foi positivo, disse que Ivete fez do show realmente uma festa e o público foi reciproco, comentando que "que Minas ama Ivete Sangalo, não é novidade".

## Repertório
1. "Na Base do Beijo"
2. "Arerê"
3. "Empurra-Empurra"
4. "Berimbau Metalizado"
5. "Eu Tô Vendo"
6. "Levada Louca"
7. "Tô na Rua"
8. "Meu Segredo"
9. "Quanto ao Tempo"
10. "Festa" / "Sorte Grande"
11. "Oba Oba"
12. "Pererê"
13. "Eva" / "Alô Paixão" / "Beleza Rara"
14. "Sintonia e Desejo"
15. "Muito Obrigado Axé"
16. "Agora Eu Já Sei"
17. "Faz Tempo"
18. "Balakbak"
19. "Não Me Faça Esperar"
20. "Cadê Dalila"

## Datas
| Data                   | Cidade          | Estado                  | Extras                                             |
| ---------------------- | --------------- | ----------------------- | -------------------------------------------------- |
| América do Sul         |                 |                         |                                                    |
| 8 de maio de 2010      | Poços de Caldas | Minas Gerais · (Brasil) | Estádio Dr. Ronaldo Junqueira                      |
| 29 de maio de 2010     | Patos de Minas  | Minas Gerais · (Brasil) | Parque de Exposições Sebastião Alves do Nascimento |
| 6 de agosto de 2010    | Varginha        | Minas Gerais · (Brasil) | Parque de Exposições                               |
| 14 de agosto de 2010   | Uberaba         | Minas Gerais · (Brasil) | Praça Sérgio Pacheco                               |
| 18 de agosto de 2010   | Pouso Alegre    | Minas Gerais · (Brasil) | Parque de Exposições                               |
| 25 de setembro de 2010 | Uberlândia      | Minas Gerais · (Brasil) | Parque de Exposições                               |
| 30 de outubro de 2010  | Alfenas         | Minas Gerais · (Brasil) | Espaço Folia                                       |
| 19 de novembro de 2010 | Pouso Alegre    | Minas Gerais · (Brasil) | Estádio Municipal Irmão Gino Maria Rossi           |
| 20 de novembro de 2010 | Belo Horizonte  | Minas Gerais · (Brasil) | Mega Space                                         |